# Гудевица
Гудевица е село в Южна България. То се намира в община Смолян, област Смолян. Селото е разположено на стръмен скат в подножието на рида Кьопружик. Селото е благоустроено и с асфалтирани улици. В селото няма функциониращ магазин. В сградата на старото читалище е регистрирано Народно читалище „Бъдеще сега“, което е модерна организация, средище за иновативно и нетрадиционно мислене.
Църквата „Свети пророк Илия“ е строена през 1882 г. Всяка година на Илинден камбаната събира местното население и много гости на курбан. До църквата се намира аязмото, чиито води според местните лекуват заболявания на очите.

## География
Село Гудевица се намира на 2 километра южно от село Арда в близост до българо-гръцката граница. В близост се намира връх Ком и изворите на река Арда, както и родното село на Валя Балканска – село Алиговска. Планинският климат се характеризира със сравнително прохладно лято и мека зима, като понякога падат обилни снеговалежи. Природните дадености на района са съхранили характерни за Родопската природа видове, а гледката към билото на Перелик, Ком и Ардин връх е спираща дъха.

## История
Времето на основаване на махалата не може да се датира с точност, но легендата разказва, че когато османците дошли в горното течение на р. Арда за да ислямизират населението, имало двама братя. Единият се казвал Гудьо, а другия Гоздьо. Хората около Гудьо останали християни и населили баира около днешната Гудевица. Гоздьо приел исляма и отвел другите, приели новата вяра, в подножието на връх Ком, където основават махала Гоздевица. Така се основали и двете махали останали едната християнска, а другата мюсюлманска.

## Население
Населението е предимно възрастно и зимата остават едва около 20 души. Младите хора в махала Гудевица се стремят, чрез НЧ „Бъдеще сега“ () да съживят махалата и да я изпълнят с детски викове и песни по време на лятото, когато те организират Летни екоакадемии. Освен това през цялата година се организират доброволчески лагери и други интересни инициативи, като фестивала „Детство мое“. Селото е посещавано от значителен брой туристи, заради старата си църква и аязмото (свещен извор) в близост до сградата на старото училище и читалище, ремонтирана с помощта на доброволци от НЧ „Бъдеще сега“.

## Културни и природни забележителности
Църквата „Св. Илия“ е строена през 1882 година. На 20 юли 2018, тържествено бе осветена новопостроената камбанария. Камбаната в нея е подарена от Гърция, като дълги години е била поставена на едната стена на сградата. На малкия и тесен мегдан е и читалището основано през 1931 година под името „Пробуда“ и закрито през 80-те години. През 2006 година млади хора успяха да го възстановят под името „Бъдеще сега“ . Днес то е познато на множество деца и младежи от цяла България. Близо до читалището, западно от него се намира и аязмото – древен свещен извор. На връх Ком, който се намира на изток от селото има древно тракийско светилище, останки от което днес могат все още да се видят, въпреки иманярските разкопки. Там, на самия връх младежите строят и параклис, край който навремето е ставал голям събор в чест на светите Петър и Павел.